# Lucas Dantas
Lucas Soares Dantas (* 25. Oktober 2001) ist ein brasilianischer Fußballspieler.

## Karriere
Dantas begann seine Karriere beim Castanhal EC. Im September 2020 absolvierte er sein erstes Spiel in der Staatsmeisterschaft und 2021 vier in dem Turnier und jeweils eins in der Série D sowie im Copa do Brasil 2021. Im November 2021 schloss er sich dem CA Votuporanguense an. In der Saison 2022 absolvierte er drei Spiele in der dritten Spielstufe der Staatsmeisterschaft von São Paulo, ehe er im Mai 2022 an den Rio Branco EC verliehen wurde. Im September 2022 kehrte er zu Votuporanguense zurück, wo er in der Saison 2023 zu weiteren vier Einsätzen in der Paulistão kam. Im Juli 2023 verließ er den Verein.
Zur Saison 2024 wechselte Dantas zum EC Lemense. Für diesen spielte er zwölfmal in der Paulistão. Im Juni 2024 wechselte der Mittelfeldspieler zum österreichischen Bundesligisten FC Blau-Weiß Linz, bei dem er einen bis 2026 laufenden Vertrag erhielt. Sein Debüt in der Bundesliga gab er im August 2024, als er am ersten Spieltag der Saison 2024/25 gegen den FK Austria Wien in der Nachspielzeit für Anderson eingewechselt wurde. Für die Linzer kam er insgesamt zu vier Bundesligaeinsätzen.
Im Juli 2025 wechselte Dantas zu Zweitligist Fist Vienna FC, bei dem er einen bis 2026 laufenden Vertrag erhielt.